# Ебергард Фогель
Ебергард Фогель (нім. Eberhard Vogel, нар. 8 квітня 1943, Альтенгайн) — східнонімецький футболіст, що грав на позиції нападника. По завершенні ігрової кар'єри — тренер. Футболіст року в НДР (1969).
Виступав, зокрема, за клуби «Карл-Маркс-Штадт» та «Карл Цейс», а також національну збірну НДР.

## Клубна кар'єра
Народився 8 квітня 1943 року в місті Франкенберг. Вихованець футбольної школи клубу «Карл-Маркс-Штадт». Дорослу футбольну кар'єру розпочав 1962 року в основній команді того ж клубу, в якій провів вісім сезонів, взявши участь у 198 матчах чемпіонату. Більшість часу, проведеного у складі «Карл-Маркс-Штадта», був основним гравцем атакувальної ланки команди і одним з головних бомбардирів команди, маючи середню результативність на рівні 0,35 гола за гру першості. У 1967 році він виграв з командою чемпіонат Німецької Демократичної Республіки, єдиний в історії клубу. А через рік Фогель зіграв у фіналі Кубка НДР, але цього разу здобути трофей не вдалося, оскільки команда у вирішальному матчі поступилось «Магдебургу» 0:4.
1970 року перейшов до клубу «Карл Цейс», за який відіграв 12 сезонів. Граючи у складі «Карла Цейса» також здебільшого виходив на поле в основному складі команди і був серед найкращих голеодорів, відзначаючись забитим голом в середньому щонайменше у кожній третій грі чемпіонату. З цією командою Фогель тричі вигравав Кубок НДР, а навесні 1981 року зіграв з клубом у фіналі Кубка володарів кубків, який німці програли 1:2 «Динамо» (Тбілісі). Завершив професійну кар'єру футболіста виступами за команду «Карл Цейс» у 1982 році.
Загалом зігравши за кар'єру 440 матчів у Оберлізі НДР він є рекордсменом за цим показником. У цих матчах Фогель забив 188 голів, що є другим показником в історії турніру після Йоахіма Штрайха. Також у 1969 році Фогель був названий футболістом року в НДР.

## Виступи за збірну
16 грудня 1962 року дебютував в офіційних іграх у складі національної збірної НДР в товариському матчі проти Гвінеї (3:2).

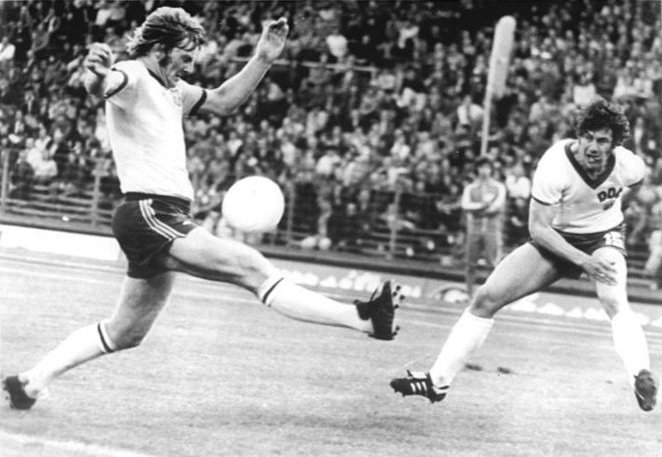
Фогель (праворуч) у протистоянні з австралійцем Дугом Утешеновичем на чемпіонаті світу 1974 року

У 1964 році Фогель був учасником футбольного турніру на Олімпійських іграх 1964 року у Токіо, здобувши бронзові нагороди змагання. Сам Фогель зіграв на турнірі у 5 іграх і забив 3 голи, в тому числі і один в грі за 3-тє місце з Єгиптом (3:1)
У 1972 році Фогель у складі олімпійської збірної поїхав у Мюнхен на XX літні Олімпійські ігри, де зіграв у чотирьох матчах і забив 3 голи, ставши вдруге бронзовим призером Олімпійських ігор.
Через два роки у складі збірної був учасником єдиного для своєї країни чемпіонату світу 1974 року у ФРН, на якому зіграв у трьох матчах, а збірна не подолала другий груповий етап.
Загалом протягом кар'єри у національній команді, яка тривала 15 років, провів у її формі 69 матчів, забивши 24 голи.

## Кар'єра тренера
Після завершення футбольної кар'єри Футбольна асоціація НДР взяла Фогеля на посаду тренера молодшого віку. У цій ролі Фогель зміг досягти своїх найбільших успіхів як тренер. З юніорами НДР він став чемпіоном Європи в 1986 році, зі збірною до 20 років він став третім на чемпіонаті світу 1987 року в Чилі, а команда U-16 під його керівництвом стала віце-чемпіоном Європи у 1989 році. З 1989 по 1990 рік Фогель був помічником тренера національної збірної під керівництвом Едуарда Геєра.
Після розпуску футбольної асоціації НДР та об'єднання Німеччини Фогель тренував резервні команди «Боруссії» (Менхенгладбах) та «Кельна», а 1 липня 1992 року очолив клуб Другої Бундесліги «Ганновер 96». Ебергард в сезоні 1992/93 посів з командою дев'яте місце, але по ходу наступного сезону Фогель був звільнений 6 листопада 1993 року через низькі результати.
Потім Фогель повернувся до «Карл Цейса», який виступав у Регіональній лізі, третьому дивізіоні країни. Він очолив команду у 5-му турі сезону 1994/95 і за його підсумками вивів команду до 2-ї Бундесліги. Там його команда з першої спроби досягла високого 6-го місця, але другий сезон проводила значно гірше і навесні 1997 року, коли команді загрожував виліт, Фогель був звільнений в травні 1997 року, за п'ять турів до кінця сезону.
1997 року Фогель недовго тренував клуб «Песнек» з Тюринзької ліги, п'ятого дивізіону Німеччини, після чого очолив збірну Того. Під його керівництвом збірна взяла участь у Кубку африканських націй 1998 року у Буркіна Фасо, де тоголезці виступили невдало, посівши останнє місце, незабаром після цього німець покинув посаду.
Надалі тренував нижчолігові німецькі команди «Гоєрсверда» та «Магдебург» з Оберліги та «Дрезднер» з Регіоналліги, а останнім місцем тренерської роботи став клуб «Зангергаузен» у Лізі Саксонія-Ангальт (5-й дивізіон), головним тренером команди якого Ебергард Фогель був з 2004 по 2006 рік.

## Титули і досягнення

### Командні
Збірна НДР
- Бронзовий олімпійський призер: 1964, 1972[6]

«Карл-Маркс-Штадт»
- Чемпіон НДР (5): 1971, 1973, 1974, 1975, 1981

«Карл Цейс»
- Володар Кубка НДР (3): 1971/72, 1973/74, 1979/80
- Фіналіст Кубка володарів кубків УЄФА: 1980/81

### Особисті
- 1-е місце в списку гравців з найбільшою кількістю матчів, зіграних в чемпіонаті НДР: 440 матчів[7]
- 2-е місце в списку найкращих бомбардирів чемпіонату НДР за всі часи: 188 голів
- Футболіст року в НДР: 1969